# So What (álbum)
So What é um álbum de reggae do grupo Dub Inc, produzido em 2016 por Diversité.
Este álbum é considerado um dos 10 melhores álbuns de Reggae do ano de 2016.

## Faixas
O álbum So What é formado por quatorze faixas:
- Grand Périple (3:46);
- Exil (4:29);
- So What (4:10);
- No Matter Where You Come From (4:22);
- Triste époque (4:10);
- Love Is the Meaning (4:17);
- Don't Be a Victim (4:14);
- Maché bécif (5:47);
- Justice (4:42);
- Comme de l'or (3:46);
- Fêlés (4:39);
- Ragga Bizness (3:58);
- Rise Up (4:42), e;
- Erreurs du passé (4:53).